# Giuseppe Paupini

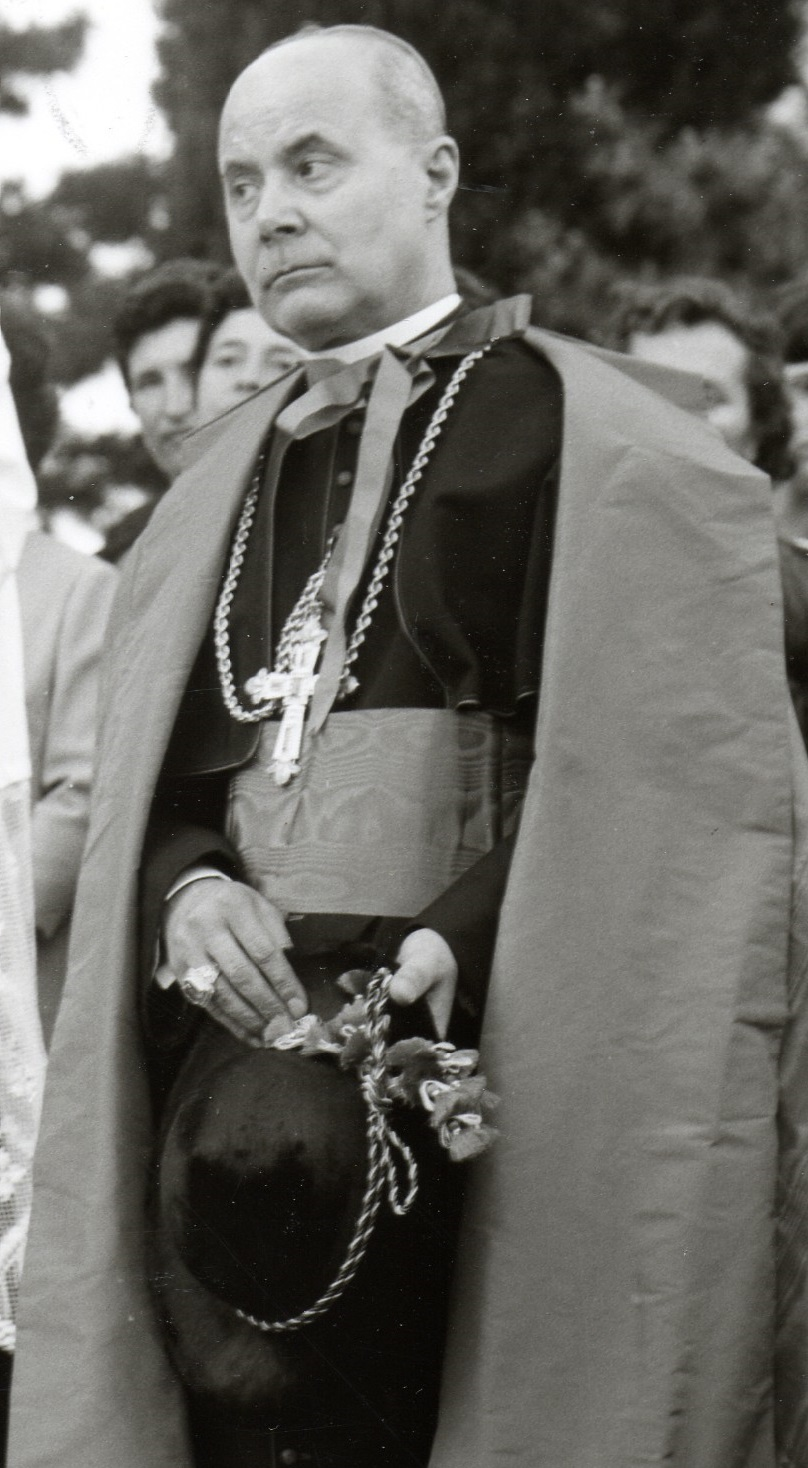
Giuseppe Kardinal Paupini (1969)

Kardinalswappen

Giuseppe Kardinal Paupini (* 25. Februar 1907 in Mondavio, Provinz Pesaro und Urbino, Italien; † 18. Juli 1992 in Rom) war ein vatikanischer Diplomat und später Kurienkardinal der römisch-katholischen Kirche.

## Leben
Giuseppe Paupini studierte in Fano und Rom die Fächer Philosophie und Katholische Theologie. Er empfing am 19. März 1930 das Sakrament der Priesterweihe. Nach weiterführenden Studien arbeitete er ab 1932 als Gemeindegeistlicher und Dozent im Bistum Fano. In den Jahren 1939 bis 1947 und 1951 bis 1956 gehörte er zum Mitarbeiterstab des Staatssekretariates, von 1947 bis 1951 war er für die Apostolischen Nuntiaturen in Honduras, Nicaragua und auf Kuba tätig.
1956 ernannte ihn Papst Pius XII. zum Titularerzbischof von Sebastopolis in Abasgia und zum Internuntius im Iran. Die Bischofsweihe empfing Giuseppe Paupini am 26. Februar desselben Jahres durch den Präfekten der Kongregation für die Menschen gottgeweihten Lebens, Valerio Kardinal Valeri. Von 1957 bis 1959 leitete er die Apostolische Nuntiatur in Guatemala und El Salvador, 1959 wurde er Apostolischer Nuntius in Kolumbien. Er nahm in den Jahren 1962 bis 1965 am Zweiten Vatikanischen Konzil teil. Papst Paul VI. nahm ihn am 28. April 1969 als Kardinaldiakon mit der Titeldiakonie Ognissanti in Via Appia Nuova in das Kardinalskollegium auf und ernannte ihn am 21. März 1973 zum Kardinalgroßpönitentiar (Leiter der Apostolischen Pönitentiarie). Kardinal Paupini nahm im August 1978 sowie im Oktober 1978 am Konklave teil. Am 30. Juni 1979 wurde er unter Beibehaltung seiner Titeldiakonie zum Kardinalpriester erhoben. Am 8. April 1984 nahm Papst Johannes Paul II. sein altersbedingtes Rücktrittsgesuch an, so dass Paupini im Alter von 77 Jahren aus dem aktiven Dienst in der römischen Kurie ausschied.
Giuseppe Paupini starb am 18. Juli 1992 mit 85 Jahren in Rom und wurde in Mondavio beigesetzt.